# Holger Henke

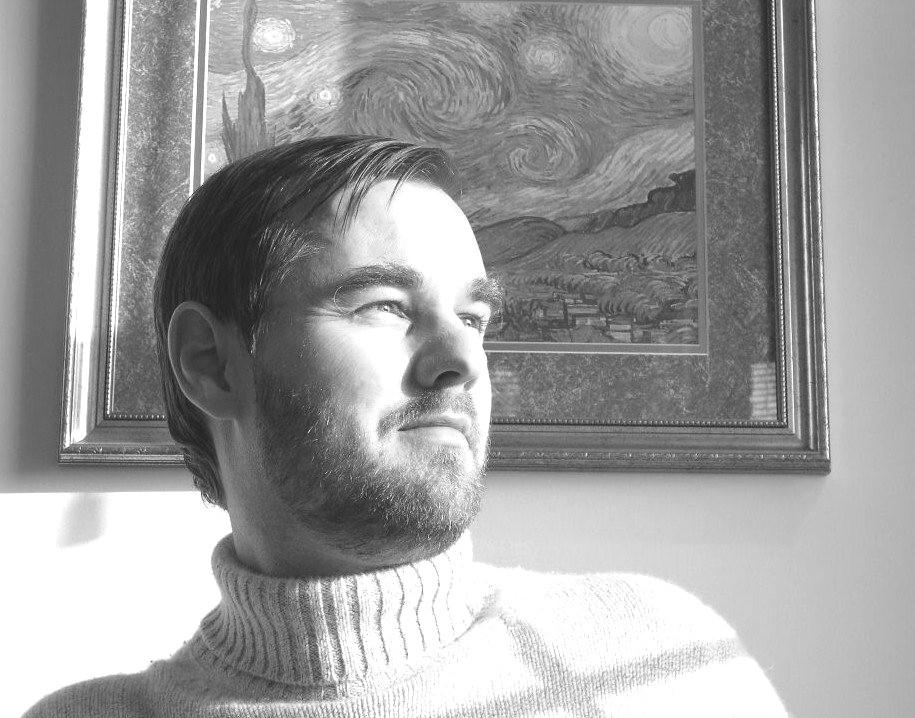
Holger Henke

Holger Wilhelm Henke (* 25. September 1960 in Viersen, Nordrhein-Westfalen) ist Politikwissenschaftler und arbeitet seit 2024 als Direktor des Bhisé Center for Global Understanding an der Adelphi Universität in Garden City (New York). Er ist ehemaliger Direktor des Sir Arthur Lewis Institute for Social and Economic Studies (SALISES) an der University of the West Indies (Mona, Jamaika). Von 2014 bis 2017 war er als Vizekanzler für Akademische Angelegenheiten & Provost an der Wenzhou-Kean University in Wenzhou (China) tätig. Zuvor war er Assistant Provost am York College der City University of New York und unterrichtete als Professor (Assistant Professor, 2004-08; Associate Professor, 2008-) am Metropolitan College of New York.

## Leben
Holger Henke wuchs in Viersen und ab 1972 in Haar (München) auf. Er besuchte das Geschwister-Scholl-Institut für Politikwissenschaft an der Universität München, wo er 1987 den Magister Artium (Politikwissenschaft, Neuere Deutsche Literatur, Kommunikationswissenschaft) erhielt. Im selben Jahr wanderte er aus und lebte die nächsten sieben Jahre in Jamaika. 1996 promovierte er an der University of the West Indies (Mona) mit einer Dissertation über die Außenbeziehungen des Landes zwischen 1972 und 1989. Seit 1995 lebt er in der Nähe von New York.

## Leistungen
Henke arbeitet über internationale Beziehungen (Schwerpunkte: Karibik, Europa, USA, und Asien), Migration, politische Kultur und Entwicklungspolitik. Er publizierte sechs Bücher und zahlreiche Artikel in Fachliteratur und verschiedenen Zeitungen und Magazinen. Er ist Herausgeber der Fachzeitschrift Wadabagei: A Journal of the Caribbean and its Diasporas sowie Past President der Caribbean Studies Association (2010–2011). Henke ist zudem Senior Fellow des Caribbean Research Center am Medgar Evers College (City University of New York), wo er zuvor als stellvertretender Direktor gearbeitet hatte, und Senior Research Fellow des Council on Hemispheric Affairs in Washington (D.C.) – ein liberaler "think tank."  Im August 2010 wurde er zum Ehrenbürger Jamaikas ernannt. Im August 2013 nahm er am Fulbright International Education Administrators Seminars in England und Schottland teil. Im Jahr 2014 nahm er am jährlichen Institute for Management and Leadership in Education (MLE) der Harvard-Universität teil.

## Werke
- The End of the “Asian Model”?. (Hrsg., mit Ian Boxill), John Benjamins: Amsterdam & Philadelphia 2000.
- Between Self-Determination and Dependency: Jamaica’s Foreign Relations, 1972-1989. Kingston: University of the West Indies Press 2000.
- The West Indian Americans.  Westport (CT): Greenwood Press 2001
- Modern Political Culture in the Caribbean. (Hrsg., mit Fred Reno), Kingston: University of the West Indies Press 2003.
- Crossing Over.  Comparing Recent Migration in the United States and Europe (Hrsg.), Lanham (MD): Lexington Books 2005.
- Constructing Vernacular Culture in the Trans-Caribbean (Hrsg., mit Karl-Heinz Magister), Lanham (MD): Lexington Books 2008.
- New Political Culture in the Caribbean (Hrsg., mit Fred Reno), Kingston: University of the West Indies Press 2022.

## Belege
1. ↑  Educator - Consultant - Speaker. Abgerufen am 24. Juli 2020 (englisch).

| Personendaten    | Personendaten                                 |
| ---------------- | --------------------------------------------- |
| NAME             | Henke, Holger                                 |
| ALTERNATIVNAMEN  | Henke, Holger Wilhelm (vollständiger Name)    |
| KURZBESCHREIBUNG | deutsch-amerikanischer Politikwissenschaftler |
| GEBURTSDATUM     | 25. September 1960                            |
| GEBURTSORT       | Viersen                                       |